# Digitaria brazzae
Digitaria brazzae är en gräsart som först beskrevs av Adrien René Franchet, och fick sitt nu gällande namn av Otto Stapf. Digitaria brazzae ingår i släktet fingerhirser, och familjen gräs. Inga underarter finns listade i Catalogue of Life.